# 107 (getal)
107 is het natuurlijke getal volgend op 106 en voorafgaand aan 108.

## In de wiskunde
Honderdenzeven is het 28e priemgetal. Het vormt samen met het priemgetal 109 een priemtweeling.

## Overig
107 is ook:
- het jaar 107 v.Chr. of het jaar 107
- het atoomnummer van het scheikundig element Bohrium (Bh)
- een waarde uit de E-reeksen E96 en E192
- het telefonisch alarmnummer in Argentinië en Cape Town
- het telefoonnummer van de politie in Hongarije